# Иконицкая, Ирина Александровна
Ири́на Алекса́ндровна Иконицкая (27 апреля 1933, Ростов-на-Дону — 2 декабря 2017) — советский и российский юрист, специалист по земельному праву; доктор юридических наук (1980); профессор Академического правового университета, заместитель директора Института государства и права АН СССР / РАН; главный редактор журнала «Государство и право» (2000—2007); член Института международного и сравнительного аграрного права (Флоренция), заслуженный деятель науки Российской Федерации (1999).

## Биография
Выпускница юридического факультета МГУ имени Ломоносова (1959). С 1964 по 1968 год обучалась в заочной аспирантуре Института государства и права АН СССР, позднее работала в том же Институте (научный сотрудник, заведующий сектором, заместитель директора).
В 1968 году защитила кандидатскую диссертацию «Правовое регулирование разрешения земельных споров в СССР», в 1979 году — докторскую диссертацию «Проблемы эффективности норм советского земельного права».
Действительный член Международной академии информатизации, член Объединённой комиссии по координации законодательной деятельности Государственной Думы Федерального Собрания РФ.
Муж — юрист Михаил Григорьевич Розенберг (1925—2013).

## Основные работы
Ирина Иконицкая является автором и соавтором более 100 научных публикаций, включая несколько монографий и учебных пособий; специализировалась, в основном, на проблемах земельного и горного права, а также — на вопросах лесного, водного и аграрного права:
- «Разрешение земельных споров» (1973);
- «Процессуальные вопросы советского земельного права» (1975; в соавт. с Н. И. Красновым);
- «Проблемы эффективности в земельном праве» (1979);
- «Земельное право Российской Федерации: теория и тенденции развития» (1999);
- «Общая теория советского земельного права» (1983);
- «Правовой режим земель в СССР» (1984);
- «Право природопользования в СССР» (1990);
- «Земельный вопрос» (1999);
- «Права человека как фактор стратегии устойчивого развития» (2000);
- «Право собственности на землю в России и ЕС» (2009, редактор).